# Cañar (provins)
Cañar är en provins i centrala Ecuador. Befolkningen beräknades till 231 528 invånare år 2009, på en yta av 3 122 kvadratkilometer. Den administrativa huvudorten är Azogues, som konkurrerar med La Troncal om att vara provinsens största stad. 

## Administrativ indelning
Provinsen är indelad i sju kantoner. Alla är uppkallade efter sina huvudorter.
- Azogues
- Biblián
- Cañar
- Déleg
- El Tambo
- La Troncal
- Suscal